# Medaillon (sieraad)

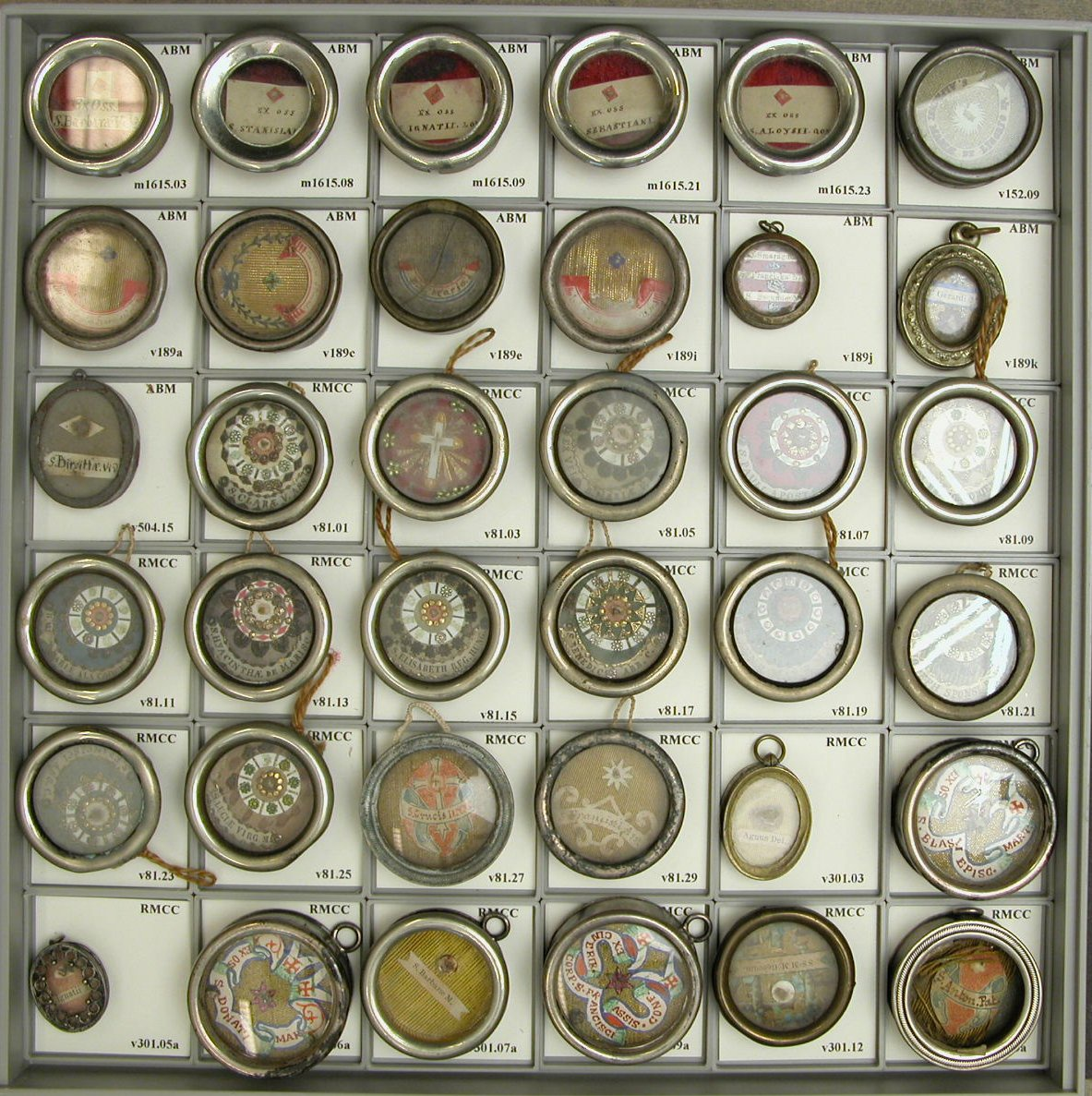
Reliekmedaillons met relieken van de heilige Clara van Assisi en Margaretha-Maria Alacoque, 1873, Catharijneconvent

Een medaillon is een klein rond portret of een kleine ronde of ovale afbeelding. Medaillons zijn vaak op koper of ivoor geschilderd. In de victoriaanse tijd (1830-1900) werden medaillons ook van menselijk haar gemaakt. Medaillons als sieraad worden gedragen aan hangers of als broche.
In de filatelie spreekt men van een medaillon als het portret van een persoon, zoals een staatshoofd, op een postzegel door een cirkelvormige of  ovale cartouche wordt begrensd. In de beeldende kunst spreekt men van een portetmedaillon. Als teken van religieuze devotie noemt men het een reliekmedaillon.

## Galerij

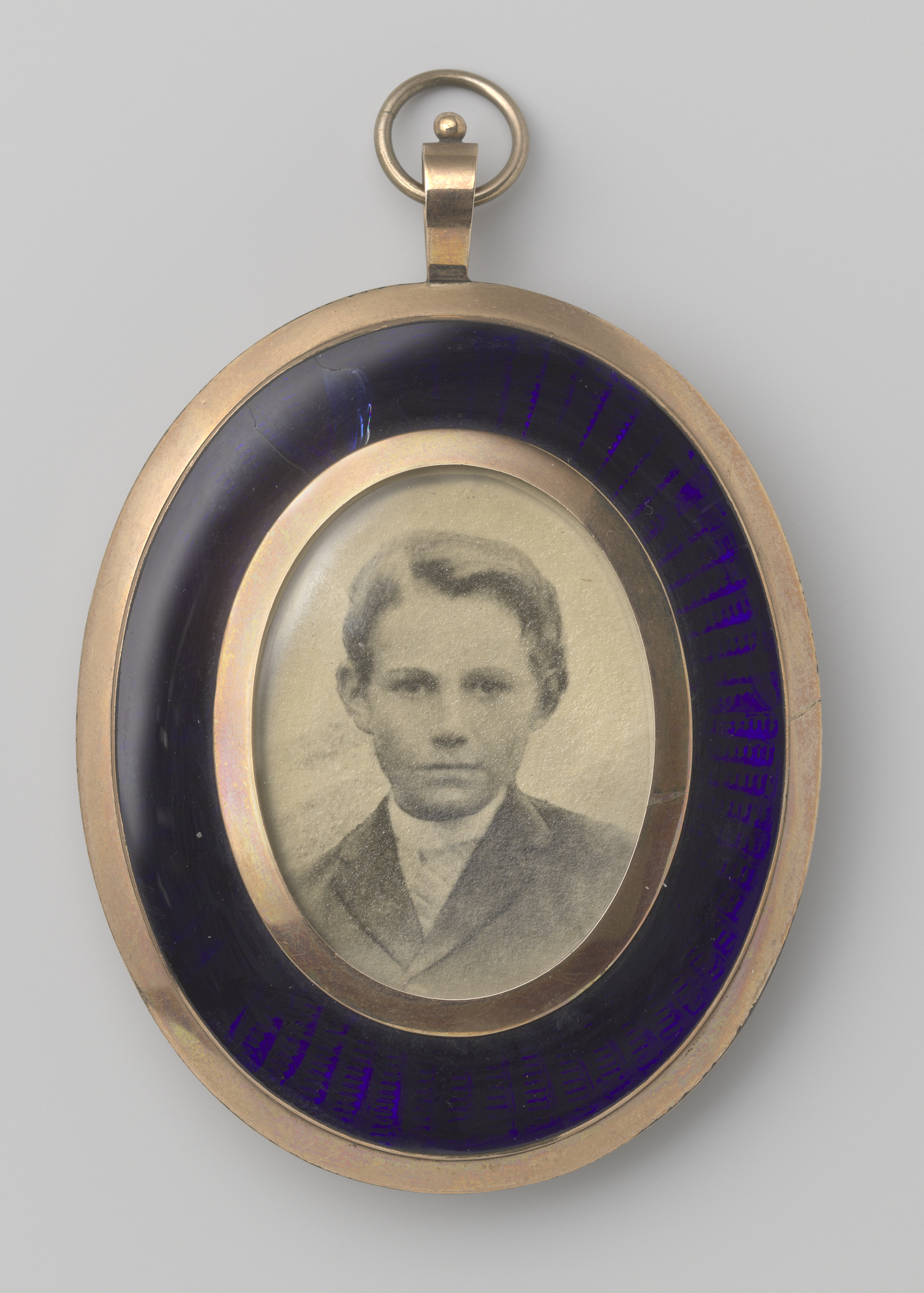
Portretmedaillon van goud in het Rijksmuseum Amsterdam
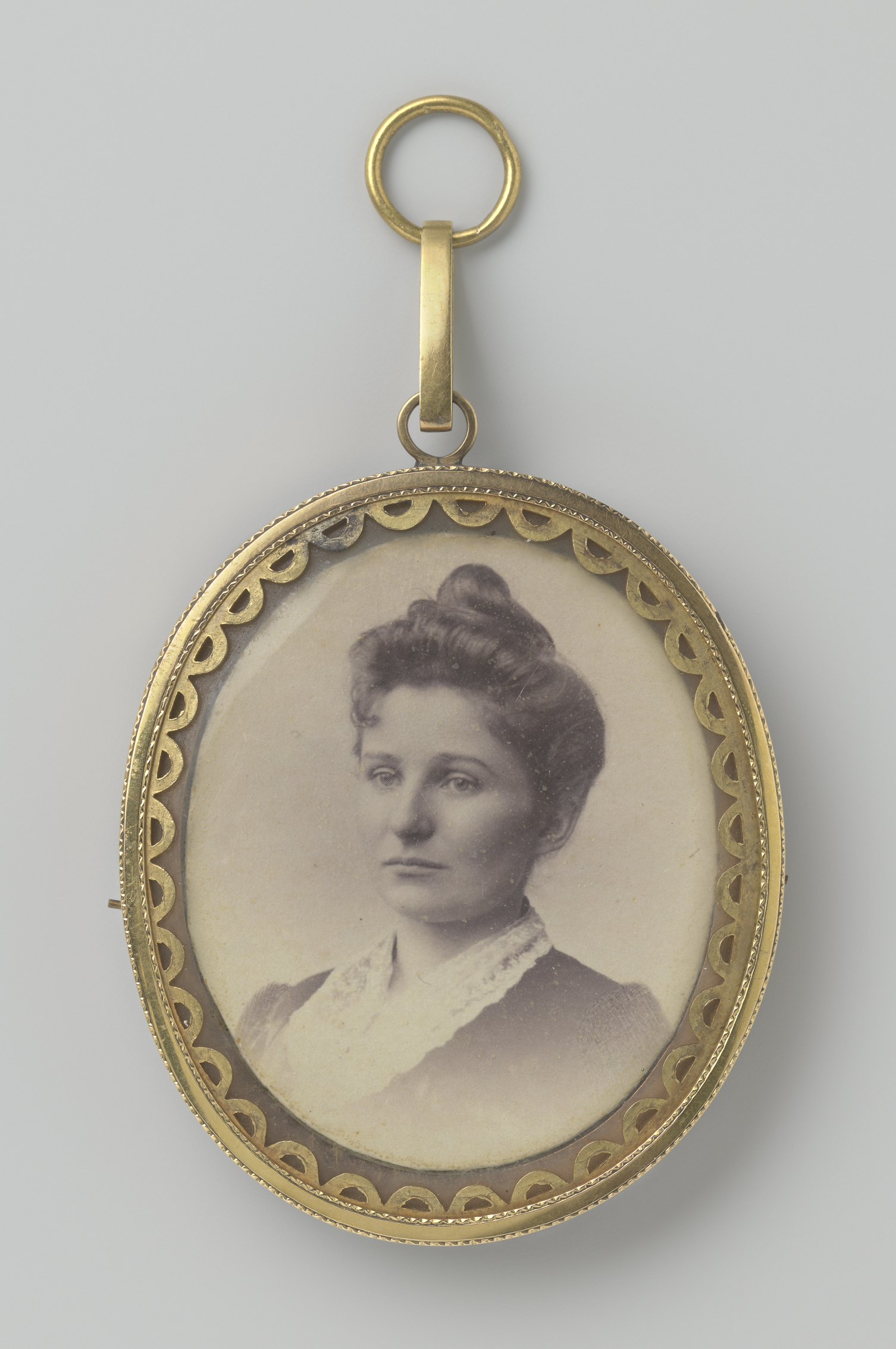
Portretmedaillon in het Rijksmuseum Amsterdam
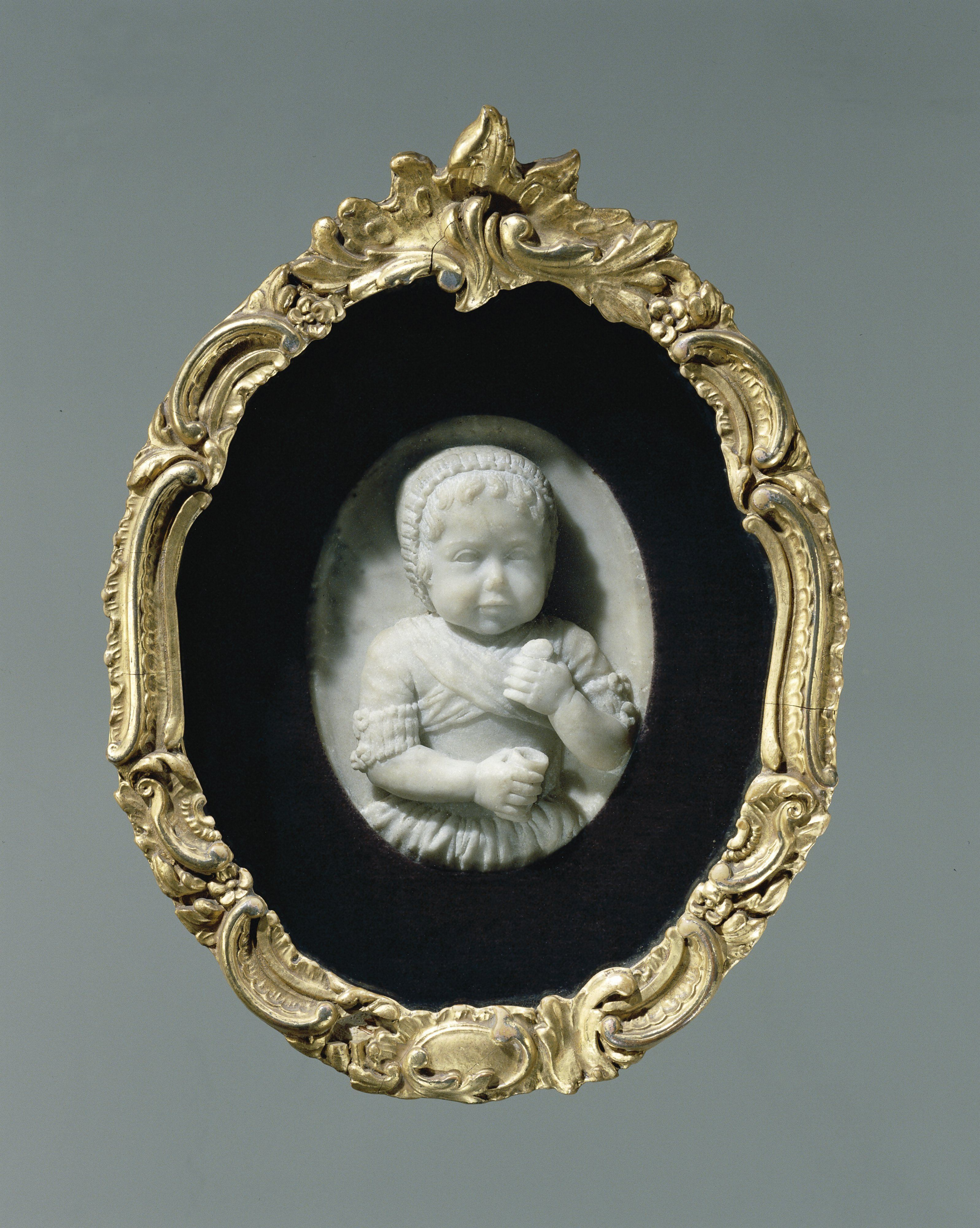
Portretmedaillon in marmer,  Rijksmuseum Amsterdam
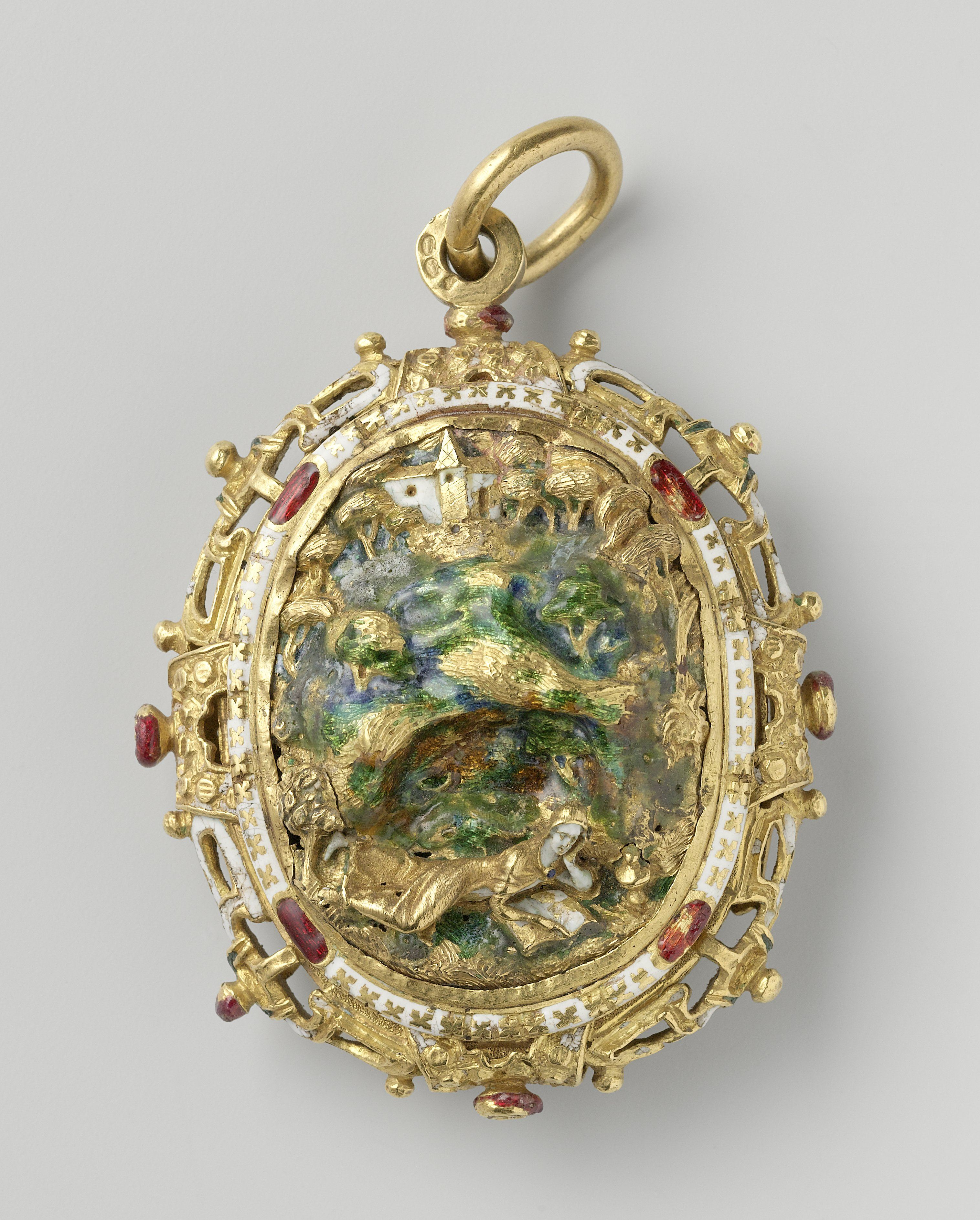
Medaillon met de boetende Maria Magdalena in de grot